# Pop Evil
Pop Evil ist eine US-amerikanische Rockband aus Grand Rapids, Michigan. Die Band steht bei Universal Records und Eleven Seven Music unter Vertrag.

## Geschichte

### Beginn: 2001–2009
Leadsänger Leigh Kakaty und Schlagzeuger Dylan Allison spielten in einer Band namens TenFive. Mit dieser veröffentlichten sie 1999 das Album Severn und 2001 die EP Dam Electro EP. Die Musik vermischte Indie-Pop und Post-Grunge mit elektronischen Einflüssen. Nach der Auflösung der Band formten Kakaty und Allison Pop Evil. Noch ohne Vertrag bei einem Label veröffentlichten sie 2004 das Album War of the Roses und 2006 die EP Ready or Not.
Am 12. August 2008 wurde das Debüt-Studioalbum Lipstick on the Mirror beim Independent-Label "Pazzo Music", dessen Eigentümer "Fontana Distribution" zur Universal Music Group gehören, veröffentlicht. Für das Album arbeitete die Band unter anderem mit Al Sutton, der auch schon Kid Rock produzierte, zusammen.
Im Rahmen eines Konzertes im März 2009 gab die Band bekannt, einen Vertrag mit Universal Records abgeschlossen zu haben. Das Album Lipstick on the Mirror wurde daraufhin neu veröffentlicht. Die Single 100 in a 55 hielt sich in den USA 30 Wochen in den Active Rock Charts und belegte in den Jahrescharts Platz 28. Erstmals erreichte man mit 100 in a 55 auch die Top Ten der Mainstream-Rockcharts (Platz 8). Im Juli und August 2009 tourten Pop Evil mit Whitesnake auf der Jubiläumstour von Judas Priest durch Nordamerika.

### Nationaler Durchbruch: seit 2010

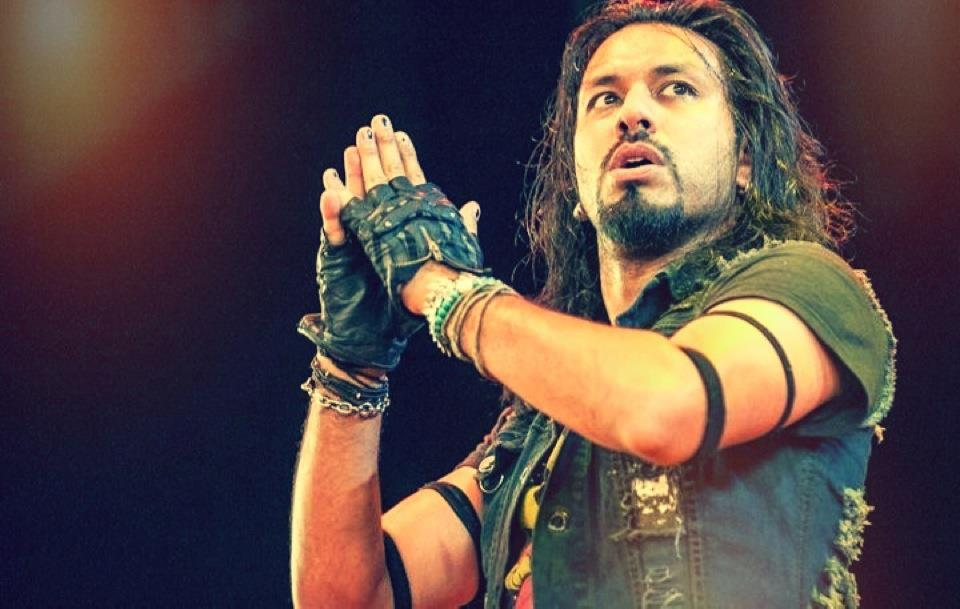
Sänger Leigh Kakaty, 2012

Im Juni 2010 gab die Band bekannt, dass für das zweite Studioalbum War of Angels Produzent Johnny K (3 Doors Down, Staind, Disturbed) verpflichtet werden konnte. Obwohl das Album ursprünglich bereits im Februar 2011 veröffentlicht werden sollte, unterschrieb Pop Evil einen neuen Vertrag bei eOne Music. Das Album kam dann erst im Mai 2011 in die Läden. Die ersten beiden Singles hießen Last Man Standing und Monster You Made. Während dieser Zeit musste der Schlagzeuger Dylan Allison aufgrund eines gebrochenen Wirbels durch Chachi Riot ersetzt werden. Neben einigen Tourneen als Support von Papa Roach, Finger Eleven, Theory of a Deadman und Puddle of Mudd spielte die Bands erstmals auch Headliner-Shows in Nordamerika. Die dritte Single, Boss's Daughter, wurde im Januar 2012 veröffentlicht. Als Gastmusiker übernahm Mick Mars von Mötley Crüe die Gitarrenparts. Während sich das Album auf Platz 43 erstmals in den offiziellen Albumcharts platzieren konnte, erreichten die ersten drei Singles alle die Top Ten der Mainstream-Rockcharts. In den Hard-Rock-Charts erreichte War of Angels auf Anhieb die Spitzenposition. Infolgedessen tourte die Band erstmals auch außerhalb der Vereinigten Staaten: In Kanada als Support von Black Label Society und in Schweden mit Seether.
Am 28. Februar 2013 veröffentlichte die Band die Single Trenches. Sie war der Vorbote des dritten Studioalbums Onyx. Die Single erreichte im Juni Platz 1 der Mainstream-Rockcharts, hielt sich dort einen Monat lang und wurde zur erfolgreichsten Rocksingle des Jahres. Auch die zweite Single Deal with the Devil konnte im Dezember 2013/Januar 2014 die Spitzenposition erreichen. Das Album Onyx wurde am 14. Mai 2013 veröffentlicht und erreichte Platz 39 in den Charts. 
Im Februar 2014 unterzeichnete die Band einen Vertrag mit Eleven Seven Music, der die Distribution der Alben und Singles nach Europa regelte. Ebenso sorgte dieser Vertrag für die erste Europa-Tournee: Als Support von Five Finger Death Punch spielte man unter anderem Shows in Großbritannien, Deutschland und den Niederlanden. Am 20. Mai gab die Band über die eigene Facebook-Seite bekannt, dass das aktuelle Album Onyx ab sofort weltweit erhältlich sein würde.

## Stil
Die Band ist dem Genre der Rockmusik zuzuordnen. Als Unterformen sind insbesondere Post-Grunge und Hard Rock zu nennen. Die härteren Singles gehen dabei auch in den Randbereich zum Alternative Metal. Dabei orientiert sich Pop Evil an anderen modernen Rockbands, zum Beispiel Crossfade, Shinedown und Puddle of Mudd, aber auch an Soundgarden und Pearl Jam. Kritiker sehen in den ruhigen Balladen auch Einflüsse von Staind, 3 Doors Down oder Nickelback. Auch ist eine gewisse Nähe zu Volbeat, Papa Roach und Linkin Park vorhanden. Die im Jahr 2018 ausgekoppelte Single Colors Bleed weist deutliche Einflüsse von Rage Against the Machine auf.

## Diskografie

### Alben
| Jahr | Titel Musiklabel                          | Höchstplatzierung, Gesamtwochen, AuszeichnungChartsChartplatzierungen (Jahr, Titel, Musiklabel, Platzierungen, Wochen, Auszeichnungen, Anmerkungen) | Anmerkungen                                                          |
| Jahr | Titel Musiklabel                          | US | Anmerkungen                                                          |
| ---- | ----------------------------------------- | --- | -------------------------------------------------------------------- |
| 2008 | Lipstick on the Mirror Universal Republic | — | Erstveröffentlichung: 12. August 2008                                |
| 2011 | War of Angels Entertainment One           | US43 (2 Wo.)US | Erstveröffentlichung: 5. Juli 2011                                   |
| 2013 | Onyx Entertainment One                    | US39 (2 Wo.)US | Erstveröffentlichung: 14. Mai 2013                                   |
| 2015 | Up Entertainment One                      | US25 (2 Wo.)US | Erstveröffentlichung: 21. August 2015 In Europa über Eleven Seven    |
| 2018 | Pop Evil Entertainment One                | US63 (1 Wo.)US | Erstveröffentlichung: 16. Februar 2018 In Europa über Eleven Seven   |
| 2021 | Versatile Entertainment One               | — | Erstveröffentlichung: 21. Mai 2021 In Europa über Better Noise Music |
| 2023 | Skeletons Better Noise Music              | — | Erstveröffentlichung: 17. März 2023                                  |
| 2025 | What Remains Better Noise Music           | — | Erstveröffentlichung: 21. März 2025                                  |

### EPs
- 2005: Ready or Not

### Singles
- 2008: Hero
- 2008: Another Romeo & Juliet
- 2008: 100 in a 55 (US: Gold)
- 2009: Breathe
- 2009: Stepping Stone
- 2010: Last Man Standing
- 2011: Monster You Made
- 2011: In the Big House
- 2012: Boss’s Daughter
- 2012: Purple
- 2013: Trenches
- 2013: Deal with the Devil
- 2014: Torn to Pieces (US: Platin)
- 2014: Beautiful
- 2015: Footsteps (US: Gold)
- 2015: Ways to Get High
- 2016: Take It All
- 2016: If Only for Now
- 2017: Waking Lions (US: Gold)
- 2018: A Crime to Remember
- 2018: Be Legendary
- 2020: Work
- 2020: Let the Chaos Reign

## Auszeichnungen für Musikverkäufe
| Goldene Schallplatte - Kanada - 2018: für die Single Footsteps - 2023: für die Single Trenches - 2023: für die Single Torn to Pieces |

Anmerkung: Auszeichnungen in Ländern aus den Charttabellen bzw. Chartboxen sind in ebendiesen zu finden.
| Land/RegionAuszeichnungen für Musikverkäufe (Land/Region, Auszeichnungen, Verkäufe, Quellen) | Gold     | Platin  | Verkäufe  | Quellen         |
| -------------------------------------------------------------------------------------------- | -------- | ------- | --------- | --------------- |
| Kanada (MC)                                                                                  | 3× Gold3 | —       | 120.000   | musiccanada.com |
| Vereinigte Staaten (RIAA)                                                                    | 3× Gold3 | Platin1 | 2.500.000 | riaa.com        |
| Insgesamt                                                                                    | 6× Gold6 | Platin1 |           |                 |